# 煤炭森林

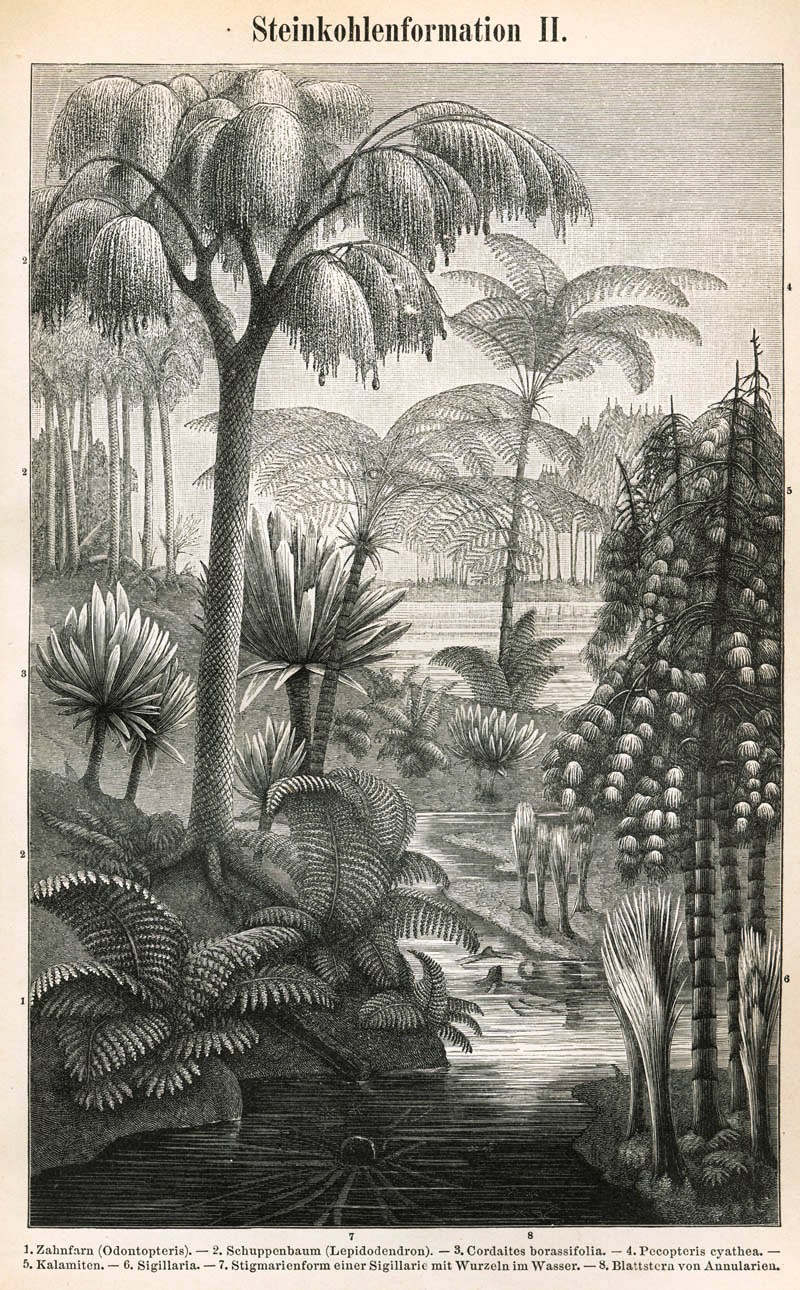
一幅描繪石炭紀石炭森林景觀的蝕刻版畫

煤炭森林為石炭紀晚期（賓夕法尼亞世）至二疊紀廣泛分布於地球大部分熱帶地區的大片河畔森林及樹沼，因为在当时能够消化降解木质素的食木/食碎屑动物和分解者尚未演化出现，大量固碳的木质在植物死亡後被埋在地底形成了泥炭，最後轉化為煤。
煤炭森林泥炭層中的碳元素多半由植物行产氧光合作用分離二氧化碳而來，而氧氣則是放回空气之中，也因此讓大氣的氧濃度大幅增加（可能高達35％）。這讓呼吸系統效率較差的動物仍然能夠輕易地攝取到氧氣，進而促使節肢動物的巨大化，例如體型如鷹的巨脈蜻蜓和长达2.5（8英尺2英寸）的节胸蜈蚣。
煤炭森林覆蓋了熱帶歐美大陸（歐洲、北美洲東部、非洲西北角）與熱帶華夏古陸（主要為東亞大陸）。石炭紀末晚期時的氣候變遷造就了石炭紀雨林崩潰事件，較寒冷乾燥的氣候使得森林變為破碎的棲地，最後使得整個雨林生態系崩毀。在這之後，遺留的煤炭森林只能在北美洲少部分地區（例如阿巴拉契亞與伊利諾州）與歐洲中部發現。
在石炭紀末期時，煤炭森林又開始繁盛了起來，主要位於亞洲東部，而歐美大陸上的煤炭森林則永遠無法回到以前的規模。這些位於東亞大陸的煤炭森林甚至直到二疊紀時期仍然存在。石炭紀末期時進入了冰河時期，全球溫度下降與南岡瓦那大陸出現大面積的冰帽，肇因於大量植物從大氣中吸收二氧化碳並減緩了溫室效應；溫度的下降可能因此促使煤炭森林重新開始興盛。

## 環境生態

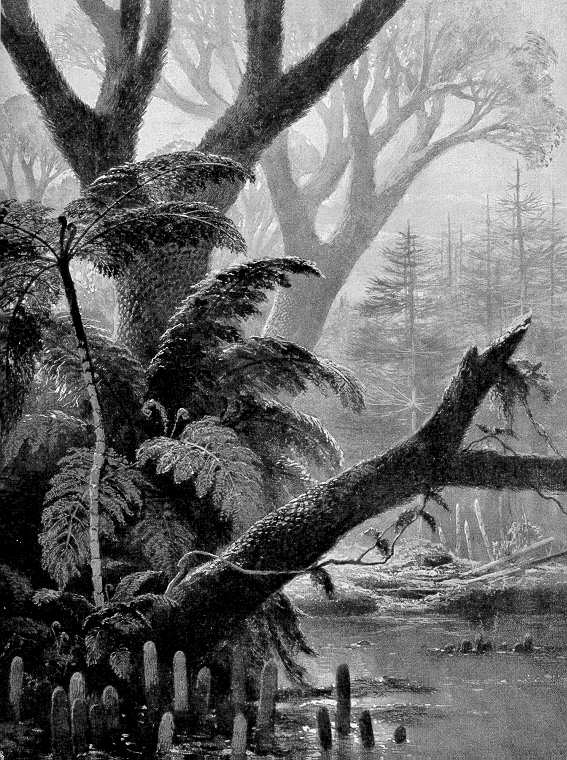
1906年的繪圖，描繪了煤炭森林中的樹形蕨與石松樹

煤炭森林包含了較低窪的沼澤地帶與有河流流經的陸地。當河川氾濫時，沖刷開的淤泥最終會形成天然的堤，並在河流較和緩的地區形成湖沼，堤外的泥土則會變得乾燥。當一個林地地區變得足夠乾燥時，就有機會因為打雷引發森林大火，形成木炭，最後成為絲煤。

## 植物
煤炭森林中植物的種類與數量均十分豐富，而且不同種類的植物偏好不同的生活環境。蘆木屬多半叢生於湖沼或河的岸邊，石松綱中副似石松屬（Paralycopodites）為先驅植物，生長於接近乾涸的淺湖淤泥之中、奇木屬（Diaphorodendron）則偏好在泥炭開始累積後的環境。其他種類則喜歡生長於被洪水沖毀後的森林裸露地表，雜木屬（Synchysidendron）與鱗木屬（Lepidodendron）偏好礦物質豐富的土壤，而鱗皮木屬（Lepidophloios）則偏好泥炭土。科達樹偏好沼澤中土壤較乾燥的地區。封印木屬偏好河堤與沼澤之間的棲息地。在石炭紀末期至二疊紀時期時，樹形蕨逐漸取代了石松綱成為主要的植披分布。
煤炭森林中主要的植物物種為：
- 封印木屬 Sigillaria
- 鱗木屬 Lepidodendron
- 蘆木屬 Calamites
- 種子蕨門 pteridosperm

### 英國煤炭森林化石
發現於大不列顛島的植物屬別包括：
- 種子蕨門葉片：座延羊齒屬、麗羊齒屬（英语：Callipteridium）、圓葉蕨屬（英语：Cyclopteris）、?Desmopteris、Dicksonites、真楔羊齒屬（英语：Eusphenopteris）、Fortopteris、Hymenophyllites、Karinopteris、Laveinopteris、網羊齒屬（英语：Linopteris）、矛羊齒屬（英语：Lonchopteris）、皺羊齒屬（英语：Lyginopteris）、Macroneuropteris、Margaritopteris、畸羊齒屬、Neuralethopteris、脈羊齒屬（英语：Neuropteris）、齒羊齒屬（英语：Odontopteris）、Palmatopteris、Paropteris、Reticulopteris
- 種子蕨門孢子器官：裂囊蕨屬（英语：Aulacotheca）（雄株）、Boulaya、Potoniea（雄株）、Whittleseya（雄株）
- 種子蕨門種子：Gnetopsis、Hexagonocarpus、Holcospermum、Lagenospermum、?Polypterocarpus、Rhabdocarpus、三稜籽屬
- 蕨類複葉：無脈羽葉（英语：Aphlebia）、Bertrandia、棒穗蕨屬（英语：Corynepteris）、囊羊齒屬（英语：Crossotheca）、Cyathocarpus、Lobatopheris、Oligocarpia、櫛羊齒屬、Polymorphopteris、Renaultia、Sphyropteris、Sturia、齊勒蕨屬
- 樹形蕨（英语：tree fern）葉片：蹄莖蕨屬（英语：Caulopteris）
- 樹形蕨莖：Artisophyton、大葉蕨屬（英语：Megaphyton）
- 石松綱樹幹及葉狀枝：Cyperites、鱗木屬、疤木屬（英语：Ulodendron）
- 石松綱樹幹：Asolanus、窩木屬（英语：Bothrodendron）、圓印木屬（英语：Cyclostigma）、鱗皮木屬、封印木屬、類亞鱗木屬（英语：Sublepidophloios）、管印木屬（英语：Syringodendron）
- 石松綱繁殖器官：Flemingites、Lepidodostrobus、Lepidodostrobophyllum（孢子葉）、封印囊穗屬（英语：Sigillariostrobus）
- 石松綱（未木質化的）莖：擬石松屬（英语：Lycopodites）、似卷柏屬（英语：Selaginellites）
- 木賊綱葉片：輪葉屬、星葉屬
- 木賊綱莖：蘆木屬
- 木賊綱繁殖器官：楔葉穗屬（英语：Bowmanites）、蘆孢穗屬（英语：Calamostachys）、Macrostachya、古蘆穗屬（英语：Palaeostachya）
- 科達目葉片：科達屬
- 科達目莖髓模化石：Artisia
- 科達目種子：高特果（英语：Cordaicarpus）
- 科達目毬果與種子：科達穗屬（英语：Cordaitanthus）
- ?前裸子植物門葉片：諾格拉齊蕨目（英语：Noeggerathia）
- 松柏門葉片：瓦契杉屬（英语：Walchia）
- 種子：化石果屬（英语：Carpolithus）、角籽屬（英语：Cornucarpus）、化石翅果（英语：Samaropsis）

部分容易辨認的物種分布於極廣泛的地區但只在特定地層年代才會被發現，因此被認為是指準化石。

## 動物
棲息於煤炭森林的動物包括無脊椎動物（昆蟲）、魚類、兩棲類與早期的羊膜类。此時已經有植食動物（主要是食叶动物）存在，例如在節胸屬的腸道內與糞化石就曾經發現有石松的管胞。在煤炭森林變得分離破碎後，新的環境比起兩棲類更適合羊膜类生存，此時的羊膜类開始在這快速變化的環境中分化並演化成各種食性不同的物種。

## 大眾文化
下列電視影集中有出現部分煤炭森林的片段：
- 《史前公園（英语：Prehistoric Park）》第五集：昆蟲館（The Bug House）
- 《與巨獸共舞》第二集：陸地競技場（Reptile's Beginnings）

## 外部連結
- Coal forest. Department of Earth and Environmental Sciences, The Open University. Retrieved January 6, 2012.
- Coal Forest Reconstruction. Burpee Museum of Natural History (March 2000). Retrieved January 6, 2012.
- . Geologic time scale. University of California Museum of Paleontology.   [January 6, 2012]. （原始内容存档于2012-02-10）.
- Image from Das Rektorat der WWU Münster. Westfalische Wilhelms-Universitat Munster. Retrieved January 6, 2012.